# 32214 Colburn
32214 Colburn este o planetă minoră (asteroid) din centura de asteroizi. A fost descoperită pe 23 iulie 2000 la Experimental Test Site⁠(d) de Lincoln Near-Earth Asteroid Research. 
Obiectul prezintă o orbită caracterizată de o semiaxă mare de 2,6445581 UAi, o excentricitate de 0,07, o înclinație de 1,85961 ° în raport cu ecliptica.